# Ахтырский городской совет
Ахты́рский городско́й сове́т (укр. Охтирська міська рада) — административно-территориальное образование в Сумской области Украины, расположенное в центре Ахтырского района и в его состав не входящее.

## Географическое положение
Ахтырский городской совет находится в центре Ахтырского района Сумской области Украины.
Административным центром совета является город Ахтырка.

## Население
Население совета составляет 48 017 человек (2019), в том числе городское — 47 829 человек, сельское — 188 человек.

## История
Ахтырский район образован 7 марта 1923 года.
- декабрь 1917 года — дата образования городского Совета депутатов трудящихся на территории Ахтырского уезда Харьковской губернии Российской республики.
- 7 марта 1923 года Ахтырка стала районным центром Ахтырского[2] района Харьковской губернии, затем Ахтырского округа, затем Харьковского округа УССР, затем Харьковской области, с 1939 — Сумской области. В городе находились при этом райсовет и райисполком (РИК).

## Административное устройство
Совет включает в себя:
|  | - Городов: 1 - Сёл: 4 |

### Населённые пункты[4]
| г. Ахтырка с. Вели́кое О́зеро | с. Залужа́ны с. Козя́тин | с. При́стань |